# Вихревые насосы
Вихревые насосы — это оборудование или аппарат, который предназначается для перекачивания или подачи воды из водоёмов, скважин, накопительных резервуаров. Как правило, он используется там, где необходимо обеспечить значительный напор при малых объёмах. Перекачиваемая жидкость не должна содержать механических примесей. Насосы данного типа устанавливаются в системах автоматического водоснабжения, применяются в оросительных комплексах для сельского хозяйства. В химической промышленности они используются для подачи различных жидкостей, в том числе агрессивных, легколетучих, насыщенных газом. Также вихревые агрегаты можно применять в качестве компрессоров пониженного давления, вакуум-насосов, питающих насосов вспомогательных котельных установок.

## Конструкция и принцип работы
Основным элементом вихревого насоса является рабочее колесо, оснащённое лопастями и помещённое в корпус и закреплённое на валу. Между колесом насоса и корпусом имеется минимальный зазор (до 0,2 мм). Принципиальным отличием вихревых моделей от осевых и центробежно-вихревых аналогов является способ подачи перекачиваемой жидкости в кожух. Здесь она подаётся и выходит из кожуха насоса по касательной линии к рабочему колесу. В корпусе агрегата жидкость вращается вместе с колесом. На неё воздействует центробежная сила, которая возникает в результате указанного вращения, и всасывающая сила пазов, расположенных между лопастями колеса. Под влиянием центробежной силы вода двигается к периферии лопастей насоса. Вследствие этого появляется разрежение в пазах и возникает всасывающая сила. Когда всасывающее воздействие превышает центробежное, жидкость двигается к центру колеса. Данная тенденция сохраняется, пока силы не уравняются, после чего цикл повторяется. В результате на каждой лопасти образуется вихрь, что приводит к увеличению давления. Из-за такого принципа действия насосы данного типа были названы вихревыми. Жидкость внутри корпуса совершает сложные движения, но конструкция самого устройства предельно проста.

## Недостатки и достоинства
По сравнению с популярными центробежно-вихревыми насосами, вихревые аналоги имеют ряд преимуществ:
- Наличие способности самовсасывания.
- Создаваемое давление больше в 3–7 раз (при одинаковом размере колёс и частоте вращения).
- Более простая конструкция насоса. Благодаря этому ремонт/обслуживание вихревых моделей обходится дешевле.
- Меньшая зависимость подачи от противоположного давления в водопроводе.
- Возможность передавать жидкость, насыщенную газами.

Недостатков у таких насосов всего два. Первый заключается в сравнительно небольшом КПД (до 45 % в рабочем режиме). Второй — нецелесообразность использования вихревых агрегатов для перекачивания воды, содержащей абразивные фрагменты, поскольку это приводит к падению давления, КПД и быстрому изнашиванию внутренних элементов устройства.